# Aulnay-l'Aître
Aulnay-l'Aître è un comune francese di 141 abitanti situato nel dipartimento della Marna nella regione del Grand Est.

## Società

### Evoluzione demografica
Abitanti censiti